# Guvernul Mihail Kogălniceanu (Iași)
Guvernul Mihail Kogălniceanu (Iași) a fost un consiliu de miniștri care a guvernat Principatul Moldovei în perioada 30 aprilie 1860 - 17 ianuarie 1861.

## Componență
- Președintele Consiliului de Miniștri

Mihail Kogălniceanu (30 aprilie 1860 - 17 ianuarie 1861)
- Ministrul de interne

Mihail Kogălniceanu (30 aprilie 1860 - 17 ianuarie 1861)
- Ministrul de externe

Mihail Jora (politician) (30 aprilie 1860 - 17 ianuarie 1861)
- Ministrul finanțelor

Eugen Alcaz (30 aprilie - 29 septembrie 1860)
Dimitrie Cozadini (29 septembrie 1860 - 17 ianuarie 1861)
- Ministrul justiției

Damaschin Bojincă (30 aprilie 1860 - 17 ianuarie 1861)
- Ministrul cultelor

Arhimandrit Melchisedec Ștefănescu (30 aprilie - 6 mai 1860)
ad-int. Mihail Kogălniceanu (6 mai - 31 octombrie 1860)
Alexandru Romalo (31 octombrie 1860 - 17 ianuarie 1861)
- Ministrul de război

Colonel Gheorghe Adrian (30 aprilie - 14 iulie 1860)
General Ioan Em. Florescu (14 iulie 1860 - 17 ianuarie 1861)
- Ministrul lucrărilor publice

Dimitrie Cozadini (30 aprilie - 29 septembrie 1860)
Ioan Gr. Ghica (29 septembrie 1860 - 17 ianuarie 1861)

## Articole conexe
- Guvernul Mihail Kogălniceanu (Iași)
- Guvernul Mihail Kogălniceanu (2)

## Sursă
- Stelian Neagoe - "Istoria guvernelor României de la începuturi - 1859 până în zilele noastre - 1995" (Ed. Machiavelli, București, 1995)

| Precedat(ă) de: Guvernul Manolache Costache Epureanu (Iași) - 2 | Guvernul Mihail Kogălniceanu (Iași) 30 aprilie 1860 - 17 ianuarie 1861 | Succedat(ă) de: Guvernul Anastasie Panu (Iași) |